# Berkay Samancı
Berkay Samancı (* 11. April 1989 in İzmit) ist ein türkischer Fußballspieler.

## Karriere

### Verein
Samancı begann mit dem Vereinsfußball in der Jugend von Kocaelispor und erhielt dort 2006 den ersten Profivertrag. Die ersten beiden Spielzeiten kam er als Ergänzungsspieler zu sporadischen Einsätzen. In der Spielzeit 2007/08 erreichte er mit seiner Mannschaft die Meisterschaft der TFF 1. Lig und damit den direkten Aufstieg in die Süper Lig.
Nachdem Kocaelispor bereits nach einer Saison wieder von der Süper Lig abgestiegen war, wechselte Samancı zum Zweitligisten Bucaspor. Auch mit dieser Mannschaft erreichte er durch die Vizemeisterschaft der TFF 1. Lig den direkten Aufstieg in die Süper Lig. Die Hinrunde der Spielzeit 2010/11 verbrachte Samancı bei der Reservemannschaft Bucaspors und wurde für die Rückrunde an den Drittligisten Adana Demirspor ausgeliehen. Zur nächsten Spielzeit kehrte er zu Bucaspor zurück und kam als Ergänzungsspieler zu regelmäßigen Spieleinsätzen.
Im Sommer 2014 wechselte er innerhalb der TFF 1. Lig zum Aufsteiger Altınordu Izmir. Zwei Jahre später zog er zum Ligarivalen Adana Demirspor weiter. Nach bereits einer Spielzeit verließ er diesen Klub wieder und wurde vom Ligarivalen Manisaspor verpflichtet.

### Nationalmannschaft
Samancı wurde während seiner Zeit bei Kocaelispor für die türkischen U-18-Nationalmannschaft nominiert und absolvierte für diese zwei Spiele.

## Erfolge
Kocaelispor
- Meister der TFF 1. Lig und Aufstieg in die Süper Lig: 2007/08

Bucaspor
- Vizemeister der TFF 1. Lig und Aufstieg in die Süper Lig: 2009/10